# Okrouhlá (district de Cheb)
Pour les articles homonymes, voir Okrouhlá.
Okrouhlá (en allemand : Scheibenreuth) est une commune du district de Cheb, dans la région de Karlovy Vary, en République tchèque. Sa population s'élevait à 254 habitants en 2020.

## Géographie
Okrouhlá se trouve à 9 km à l'est-sud-est de Cheb, à 34 km au sud-ouest de Karlovy Vary et à 140 km à l'ouest de Prague.
La commune est limitée par Tuřany au nord, par Milíkov à l'est, par Dolní Žandov au sud, par Lipová au sud-ouest et par Cheb au nord-ouest.

## Histoire
La première mention écrite de la localité date de 1299.